# العلاقات الباهاماسية الجنوب سودانية
العلاقات الباهاماسية الجنوب سودانية هي العلاقات الثنائية التي تجمع بين باهاماس وجنوب السودان.

## مقارنة بين البلدين
هذه مقارنة عامة ومرجعية للدولتين:
| وجه المقارنة                                              | باهاماس      | جنوب السودان                  |
| --------------------------------------------------------- | ------------ | ----------------------------- |
| المساحة (كم2)                                             | 13.88 ألف    | 619.75 ألف                    |
| عدد السكان (نسمة)                                         | 395.36 ألف   | 12.58 مليون                   |
| الكثافة السكانية (ن./كم²)                                 | 28.48        | 20.3                          |
| العاصمة                                                   | ناساو        | جوبا                          |
| اللغة الرسمية                                             | لغة إنجليزية | لغة إنجليزية                  |
| العملة                                                    | دولار بهامي  | جنيه جنوب سوداني، جنيه سوداني |
| الناتج المحلي الإجمالي (بليون دولار)                      | 12.16 مليار  | 2.90 مليار                    |
| الناتج المحلي الإجمالي (تعادل القوة الشرائية) بليون دولار | 8.92 مليار   | 22.88 مليار                   |
| الناتج المحلي الإجمالي الاسمي للفرد دولار أمريكي          | 22.82 ألف    | 73                            |
| الناتج المحلي الإجمالي للفرد دولار أمريكي                 |              | 2.02 ألف                      |
| مؤشر التنمية البشرية                                      | 0.790        | 0.467                         |
| رمز المكالمات الدولي                                      | +1242        | +211                          |
| رمز الإنترنت                                              | .bs          | .ss                           |
| المنطقة الزمنية                                           | 00           | ت ع م+03:00                   |

## منظمات دولية مشتركة
يشترك البلدان في عضوية مجموعة من المنظمات الدولية، منها:
| علم المنظمة | اسم المنظمة                               | تاريخ انضمام باهاماس | تاريخ انضمام جنوب السودان |
| ----------- | ----------------------------------------- | -------------------- | ------------------------- |
|             | مؤسسة التنمية الدولية                     | 23 يونيو 2008        | 18 أبريل 2012             |
|             | يونسكو                                    | 23 أبريل 1981        | 27 أكتوبر 2011            |
|             | وكالة ضمان الاستثمار متعدد الأطراف        | 4 أكتوبر 1994        | 18 أبريل 2012             |
|             | الأمم المتحدة                             | 18 سبتمبر 1973       | 14 يوليو 2011             |
|             | الاتحاد البريدي العالمي                   | ?                    | ?                         |
|             | البنك الدولي للإنشاء والتعمير             | 21 أغسطس 1973        | 18 أبريل 2012             |
|             | الاتحاد الدولي للاتصالات                  | 19 أغسطس 1974        | 3 أكتوبر 2011             |
|             | مؤسسة التمويل الدولية                     | 8 ديسمبر 1986        | 18 أبريل 2012             |
|             | المركز الدولي لتسوية المنازعات الاستشارية | 18 نوفمبر 1995       | 18 مايو 2012              |
|             | منظمة الشرطة الجنائية الدولية             | ?                    | ?                         |

## وصلات خارجية
- موقع وزارة الخارجية الجنوب سودانية